# Dianne Foster
Dianne Foster; właściwie Olga Helen Laruska (ur. 31 października 1928 w Edmonton w prowincji Alberta, zm. 27 lipca 2019 w Hidden Hills) – amerykańska aktorka filmowa, telewizyjna i teatralna urodzona w Kanadzie w rodzinie emigrantów z Ukrainy.

## Kariera
Debiutowała na teatralnej scenie w wieku 13 lat w adaptacji sztuki J.M. Barrie'go pt. What Every Woman Knows. W kolejnych latach z powodzeniem występowała w radio w Toronto, stając się jedną z radiowych gwiazd Kanady. W 1951 wyjechała do Londynu; gdzie miała m.in. okazję wystąpić w teatrze w adaptacji tragedii Wiliama Szekspira Otello reżyserowanej przez Orsona Wellesa. W tym samym czasie zadebiutowała w filmie. Pierwszą ważną rolę zagrała u boku Charltona Hestona i Lizabeth Scott w dramacie Irvinga Rappera pt. Bad for Each Other (1953). W 1954 podpisała kontrakt z wytwórnią Columbia Pictures i wyjechała do Hollywood. Jej pierwszym amerykańskim filmem był kryminał noir pt. Drive a Crooked Road (reż. Richard Quine), w którym zagrała główną rolę obok Mickeya Rooneya. W następnym roku wystąpiła w znaczących rolach w dwóch westernach: wyreżyserowanym przez Burta Lancastera (aktor zagrał w nim również główną rolę) Traperze z Kentucky (1955) oraz filmie Bandyci (1955), gdzie grała z Glennem Fordem, Barbarą Stanwyck i Edwardem G. Robinsonem. Kolejnym udanym filmem w jej karierze był również western, pt. Nocne przejście (1957) z Jamesem Stewartem. W 1958 zagrała u Johna Forda w dramacie politycznym Ostatnie hurra z udziałem Spencera Tracy. Po raz ostatni pojawiła się na dużym ekranie w 1963 grając u boku Deana Martina w komedii pt. Who's Been Sleeping in My Bed?. W międzyczasie często występowała gościnnie w serialach telewizyjnych. Z aktorstwa wycofała się ostatecznie w 1966 poświęcając się wychowaniu dzieci. Na stałe zamieszkała w Kalifornii, gdzie realizowała się jako pianistka i malarka.

## Życie prywatne
Jej dwa pierwsze małżeństwa zakończyły się rozwodami. Ze związku z drugim mężem urodziła w 1956 bliźnięta; córkę i syna. W 1961  wyszła za mąż po raz trzeci za dentystę Harolda Rowe'a. Byli razem do jego śmierci w 1994. Z tego związku miała jeszcze syna Dustina (ur. 1963).

## Filmografia
Filmy:
- Poznać prawdę (1954) jako Chris Palmer
- Bandyci (1955) jako Judith Wilkison
- Traper z Kentucky (1955) jako Hannah Bolen
- Nocne przejście (1957) jako Charlotte "Charlie" Drew
- Bracia Rico (1958) jako Alice Rico
- Ostatnie hurra (1958) jako Maeve Sugrue Caulfield

Seriale TV:
- Gunsmoke (1955-75) jako Cornelia Conrad (gościnnie, 1962)
- Peter Gunn (1958-61) jako Katherine Hartley (gościnnie, 1960)
- Perry Mason (1957-66) jako Nelly Lawton/Lori Richards/Elaine Meacham/Linda Blakely (gościnnie w 4 odcinkach; różne role)
- Bonanza (1959-73) jako Joyce Edwards (gościnnie, 1960)
- Ścigany (1963-67) jako Janice Cummings (gościnnie, 1965)